# Érika Mirandaová
Érika de Souza Miranda, (* 6. dubna 1987 v Brasílii, Brazílie) je brazilská zápasnice – judistka.

## Sportovní kariéra
S judem začala ve 12 letech. Připravuje se v Belo Horizonte v klubu Minas Tênis. Její specialitou je submission – především techniky škrcení (šime-waza).
V roce 2008 byla připravena reprezentovat Brazílii na olympijských hrách v Pekingu, ale zranění pravého kolena jí do turnaje nepustilo. Narychlo byla povolaná její krajanka Andressa Fernandesová. V roce 2012 si start na olympijských hrách v Londýně pohlídala. Naděje na dobrý výsledek však skončily v prvním kole na Jihokorejce Kim Kjong-ok. V roce 2016 startovala na domácích olympijských hrách v Riu jako velká medailová naděje. Po úvodní výhře nad Helou Ayariovou z Tuniska však ve čtvrtfinále zaváhala proti Číňance Ma Jing-nan a spadla do oprav. Z oprav se probojovala do boje o třetí místo s Japonskou Misato Nakamuraovou, se kterou prohrála na čistou výdrž. Ve třetí minutě prodloužení podlehla Japonce na yuko a obsadila 5. místo.

### Vítězství
- 2007 - 1x světový pohár (Vídeň)
- 2009 - 1x světový pohár (Belo Horizonte)
- 2011 - 2x světový pohár (Rio de Janeiro, São Paulo)
- 2012 - 1x světový pohár (Moskva)
- 2015 - 1x světový pohár (Baku)

## Výsledky
| Olympijské hry          |     |    | DNS |     |    |     | úč. |    |    |    | 5. |  |  |  |  |  |  |  |  |  |  |
| Mistrovství světa       |     | 5. |     | úč. | 5. | úč. |     | 2. | 3. | 3. |    |  |  |  |  |  |  |  |  |  |  |
| Panamerické hry         |     | 2. |     |     |    | 2.  |     |    |    | 1. |    |  |  |  |  |  |  |  |  |  |  |
| Panamerické mistrovství | 3.  | 3. | 2.  | 5.  | 5. | 3.  | 1.  | 3. | 1. | 1. | 1. |  |  |  |  |  |  |  |  |  |  |
| MS juniorů              | úč. |    |     |     |    |     |     |    |    |    |    |  |  |  |  |  |  |  |  |  |  |